# 模擬市民4：同歡共樂
《模擬市民4：同歡共樂》是模拟人生4中的第二个扩展包。遊戲中有一個以德國和挪威為靈感的歐洲主題世界，名为「溫登堡」（Windenburg）。玩家更加能可以在夜總會、新景點、新的許多地方、聚會場所、俱樂部、更多活動、咖啡店及新的互動中使用SIM卡。 主题类似于《模擬人生：燃情約會》、《模擬市民2：美麗夜未眠》、《模拟人生2 休闲时光》和《 模擬市民3：夜店人生》。

## 研究开发
- 新的邻居：Windenburg
- 新的技能：舞蹈和D.J.[2]
- 新的Sim特征：舞蹈机器和内幕
- 新的愿望：包装的领导者
- 新游戏选项和互动：俱乐部[2]
- 新的互动对象：天然泳池，步入式衣橱，DJ摊位[2]

## 音乐
扩展包包含以虛構的模擬市民語(Simlish)重新錄製的歌曲，其中包括：
- "Want You Back（英语：Want You Back (5 Seconds of Summer song)）" by 5 Seconds Of Summer
- "Beautiful Now" by Zedd
- "Expensive" from the album Unbreakable Smile（英语：Unbreakable Smile） by Tori Kelly
- "Run Away with Me（英语：Run Away with Me）" by Carly Rae Jepsen
- "Wake Up（英语：Wake Up (The Vamps song)）" by The Vamps

## 评价
在聚合器网站Metacritic，《模擬市民4：同歡共樂》根据16条评论得到72分，表示「混合评价或平均评价」。根据10条评论，《模擬市民4：同歡共樂》得分为73.36％。 Hardcore Gamer的Mark Steighner表示，扩展包增加了「游戏中的机械师」。